# Mi-38
Mi-38 (ros. Ми-38) – radziecki, a następnie rosyjski śmigłowiec wielozadaniowy wytwórni Moskiewska Fabryka Śmigłowców im. Michaiła Mila przeznaczony w przyszłości do wypełniania zadań maszyn Mi-8 i Mi-17

## Historia

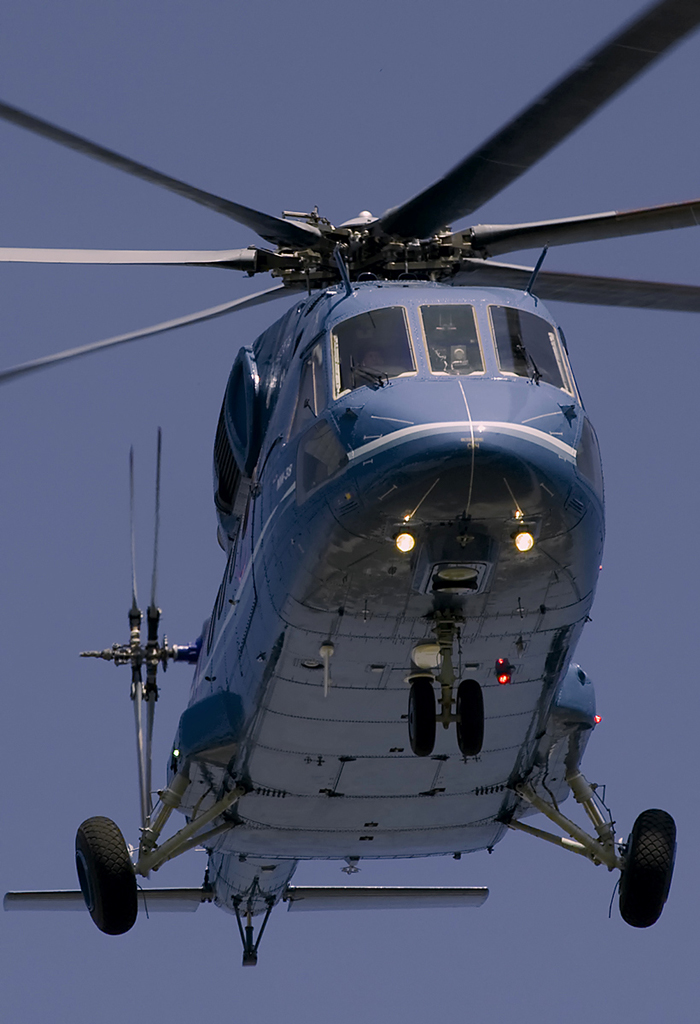
Mi-38

Program budowy następcy śmigłowców Mi-8 rozpoczęto jeszcze w czasach Związku Radzieckiego w 1983 roku. Model maszyny po raz pierwszy pokazano w radzieckiej telewizji w 1985 roku. W 1989 roku Uchwała rządowa zakładała pierwszy lot nowo projektowanego śmigłowca w 1995 roku. Upadek ZSRR, a następnie kryzys gospodarczy w jakim w latach 90. XX wieku pogrążyła się Rosja nie sprzyjał postępowi prac nad Mi-38. Próbą ratowania konstrukcji było włączenie do programu budowy Mi-38 w 1994 roku firmy Eurocopter. Jednak w 2003 roku Eurocopter został zmuszony do wycofania się z programu. Dopiero 22 grudnia 2003 roku gotowy pierwszy prototyp (oznaczony jako OP-1) wzbił się po raz pierwszy w powietrze. Rok później, 25 sierpnia 2004 roku rozpoczęto pełny program badań w locie. Maszyna miała kanadyjskie silniki turbowałowe Pratt & Whitney Canada XPW127/5, nowy kadłub, ale cała analogowa awionika została wziętą z seryjnego śmigłowca Mi-8MT. Pomimo to Mi-38 charakteryzował się bardzo dobrymi parametrami lotu. 27 września 2006 roku Mi-38 osiągnął rekordowy pułap dynamiczny 8 170 metrów. Mi-38 zaprezentował zdolność wykonywania zawisu bez wpływu ziemi z masą 16 350 kg oraz pułap statyczny 3 100 metrów z masą startową 14 200 kg. Do maja 2008 roku pierwszy prototyp wylatał około 100 godzin, a w 2010 roku dalsze próby przerwano, do tego czasu pierwszy prototyp wykonał 84 loty.
Ogromne opóźnienia w budowie i badaniach wpłynęły na wielokrotnie przesuwaną datę rozpoczęcia produkcji seryjnej. W 2001 roku w państwowym Programie Rozwoju Cywilnej Techniki Lotniczej zakładano uruchomienie produkcji w 2005 roku. Po pierwszym locie datę dostaw przesunięto na 2008 rok. Kolejne doniesienia wskazywały rok 2013 jako datę rozpoczęcia seryjnej produkcji Mi-38. 27 sierpnia 2010 roku w zakładzie Kazan Helicopters ukończono budowę drugiego prototypu (OP-2), wzniósł się on po raz pierwszy w powietrze 24 grudnia 2010 roku (niektóre źródła podają datę 30 października 2010 roku). Nowa maszyna otrzymała nowy, zintegrowany system awioniki IBKW-38, który pozwolił zmniejszyć załogę z trzech do dwóch ludzi. Kabina urządzona według wymogów glass cockpit z czterema kolorowymi wyświetlaczami. W maszynie zamontowano wyremontowane silniki pochodzące z pierwszego prototypu. Nie jest jasne, jakimi silnikami będą docelowo napędzane seryjne Mi-38. Do tej pory silniki dostarczała firma Pratt & Whitney Canada, która 15 maja 2008 roku podpisała w Moskwie memorandum o seryjnej produkcji silników Pratt & Whitney Canada PW127/TS przeznaczonych dla Mi-38. Miały być one montowane w zakładach w Ufie z części dostarczanych przez Kanadyjczyków. Jednak w 2010 roku rosyjska Połączona Korporacja Silnikowa zrzeszająca rodzimych producentów ogłosiła, że w związku z rozpoczęciem prac nad silnikiem Klimov TW7-117W i przygotowaniami do uruchomienia jego seryjnej produkcji, montaż silników PW127/TS nie jest już potrzebny. Uruchomienie montażu silników kanadyjskich w Rosji nie sprzyjały wydarzenia polityczne związane z wojną w Osetii Południowej w 2008 roku. Pod wpływem nacisku Departamentu Stanu USA Pratt & Whitney Canada wstrzymał dostawy podzespoły do montażu silników do Rosji. Pomimo że za kanadyjskimi silnikami opowiadali się producenci śmigłowca zadecydowano o montażu rosyjskich silników.
Rosyjski silnik TW7-117W został zamontowany w trzecim prototypie śmigłowca (OP-3), którego oblot planowany był w pierwszej połowie 2011 roku. Trzeci prototyp ma zmodyfikowaną przekładnie, jak również nowy pomocniczy zespół napędowy. Maszyna z rosyjskimi silnikami wzbiła się do swojego pierwszego lotu 13 listopada 2013 roku. Te same silniki zamontowano w pierwszym prototypie po wymontowaniu z niego kanadyjskich jednostek napędowych. OP-1 z nowymi silnikami miał wzbić się w powietrze w 2011 roku, jednak jeszcze przed startem rozpadła się przekładnia główna opóźniając dalsze prace. Śmigłowiec Mi-38 z silnikiem PW127/TS został certyfikowany przez Federalną Agencję Transportu Lotniczego Rosji (Rosawiacja) w grudniu 2015, natomiast w wariant śmigłowca Mi-38T z silnikiem TW7-117W
uzyskał certyfikat tej samej agencji w 2016r. W 2019r. rosyjskie ministerstwo obrony zamówiło śmigłowce w wersji MI-38T dla rosyjskiej armii, pierwsze egzemplarze trafiły pod koniec 2019, w 2022 rosyjskie ministerstwo obrony zawarło kontrakt na dostawę dwóch śmigłowców z luksusowymi kabinami do przewozów VIP.